# Jastrabia veža
Die Jastrabia veža (deutsch Karfunkelturm, ungarisch Karbunkulus-torony, polnisch Jastrzębia Turnia) ist ein 2137 m n.m. (nach anderen Quellen 2138 m n.m.) hoher Berg in der Hohen Tatra in der Slowakei. Der Berg befindet sich im östlichen Seitengrat des Felsturms Belasá veža (Blauseeturm), genannt Karbunkulový hrebeň (Karfunkelturmgrat) und erhebt sich fast 600 Höhenmeter oberhalb des Bergsees Zelené pleso (Grünsee) und der Hütte Chata pri Zelenom plese (Grünseehütte) im Tal Dolina Zeleného plesa im Talsystem der Dolina Kežmarskej Bielej vody (Weißwassertal).
Der Name des Bergs im slowakischen und polnischen bedeutet wörtlich „Habichtturm“. Einerseits sind Vögel aus der Familie der Habichtartigen im Gebiet des Tatra-Nationalparks häufig anzutreffen, andererseits trägt dieser Berg diesen Namen eher symbolisch, nach dem „tapferen“ Aussehen. Der erste schriftlich überlieferte Name ist Königsnase von Jakob Buchholz aus dem Jahr 1752, im 19. Jahrhundert setzte sich aber der durch Goldgräber inspirierte Name Karfunkelturm (deutsch), Karbunkulus-torony (ungarisch) und Karbunkulová veža (früher slowakisch) durch. Dieser beruht sich auf damalige Volksüberzeugung, nach deren an der Spitze des mutig aussehenden Berges, die damals als vollkommen unzugänglich für Menschen galt, ein großer und wertvoller Edelstein, ergo Karfunkel, verborgen war. Einer Sage nach gelang es einem Burschen, die Spitze zu bezwingen, aber als er den Karfunkel aus dem „Nest“ hob, wurde er von einem Blitz getroffen und fiel mit dem Edelstein in den nahen See Zelené pleso, der seither grün flimmert. Diese Sage ist in mehreren Varianten bekannt und ist eventuell eine Paraphrase an das Schicksal des Goldgräbers Johann Andreas Papirus, der 1771 in der Gegend von Zelené pleso starb. Indirekt ist dieser Name auch im Namen des Seitengrats Karbunkulový hrebeň erhalten.
Als Erstbesteigung gilt eine Besteigung des polnischen Bergsteigers Maciej Sieczka aus Zakopane, der den Berg irgendwann in den 1880er Jahren bezwang. Die erste datierte Besteigung aus dem Jahr 1891 wird dem Slowaken Ľudovít Petrík und seinen Mitgesellen zugeschrieben. Die erste Winterbesteigung erfolgte 1909 durch ungarische Bergsteiger Tihamér Szaffka, Imre Barcza und Oszkár Jordán.
Die Jastrabia veža liegt abseits von touristischen Wanderwegen und ist somit offiziell nur für Mitglieder alpiner Vereine oder mit einem Bergführer erreichbar. Der Berg erfreut sich bei den Bergsteigern einer großen Beliebtheit, da er einfach zu erreichen ist und eine Vielzahl von Kletterrouten anbietet. Häufig werden die Südost- und Südwestwände erklettert.